# Dinglingues
Os Dinglingues (丁零) são um antigo povo da Sibéria. Originalmente eles viviam nas margens do Rio Lena na parte oeste do Lago Baikal, gradualmente migrando para o sudoeste da Mongólia e nordeste da China. Subsequentemente, eles fizeram parte do Império Xiongnu.
Em torno do Século III eles foram assimilados pelo povo Tiele e começaram a se expandir rumo a oeste da Ásia Central.